# Џамија Селимија (Добој)
Џамија Селимија или џамија Селмија је најстарија џамија у Добоју. Позната је још и као Горња или Чаршијска џамија. Горња џамија спада међу осам најстаријих џамија у Босни  Херцеговини.
Задужбина је султана Селима I из 1520. године. Џамија Селимија је центар џемату који се налази у добојском насељу Чаршија, а припада му и насеље Поткамен.

## Историјат
Освајањем добојске тврђаве 1476. године измијењени су стражари Хришћани на тврђави, а дошли су Турци. У подграђу добојске тврђаве султан Селим (1520-1528. године) подигао је џамију на мјесту некадашње цркве, а за потребе посаде тврђаве која је тада имала око 60 војника, у подрграђу су живјеле њихове породице и развијала се чаршија и мало трговиште.
Џамија, као и остали објекти тадашњег времена, кроз вијекове више пута били су спаљивана и рушена.
Према историјским изворима џамија је срушена до темеља октобра 1697. године када је Еуген Савојски са својим трупама прошао долином ријеке Босне од Брода до Сарајева.
Године 1718., упадом аустроугарсаких трупа, џамија је поново порушена, а 1906. године је обновљена. Већ 1907. године Добој је захватио велики пожар у ком је изгорјело преко 50 кућа и занатских радњи и тада је знатно оштећена и џамија „Селимија“.
Године 1908. на истој локацији саграђена је прва џамија од тврдог материјала. Џамија је више пута обнављана, 1934. и 1987. године. Четврта по реду која је срушена током грађанског рата у Босни и Херцеговини 1992. године. 
Године 1992. џамија је потпуно порушена а остаци однешени. Године 1994. године потпуно су ископали њене темеље како би доказали да је саграђена на темељима православне цркве.
Џамија је више пута обнављана, 1934. и 1987. године. Посљедња обнова је трајала од 2002. до 2004. године.
Након завршетка рата, на темељима порушене горње чаршијске џамије Селимије саграђена је нова џамија. Пета и последња џамија отворена је октобра 2004. године.

## Архитектура
Џамија Селимија спада у ред старих атик, царских џамија.

## Усмена предања везана за џамију Селимију
Уз старе џамије попут „Селимије“ одувијек се вежу и бројне легенде о незнаном мезару који „није омркнуо, али је освануо“. У њему је сахрањен газија који је ту дошао с далеког ратишта носећи своју главу испод руке. У овом мезару је сахрањен Синан Деде капетан, посљедњи капетан добојске тврдјаве.
Синан капетан који је био добар апријатељ са Хусеин капетаном Градашчевићем, са којим учествовао у босанској буни. Заједно су послије отишли у у Осијек одакле је Градашчевић отишао за Турску, а Синан капетан се 1832. године вратио у Добоју гдје се повукао и посветио вјери. Народ га је прозвао од миља Синан Деде. И данас, људи свих вјера, долазе на незнани мезар уче дове и пале свијеће молећи јединог Бога да им покаже и освијетли прави пут.